# Беляевски район
Беляивски район се намира в централната част на Одеска област, Украйна. Общата му площ е 1496 км2. Административен център е град Биляивка.

## География
Районът се състои от 51 населени места: 2 града, 1 селище от градски тип, 42 села и 6 селища.